# Batribolbus mussardi
Genre
Batribolbus mussardi est une espèce de coléoptères de la famille des Staphylinidae et de la sous-famille des Pselaphinae.

## Répartition et habitat
Cette espèce est décrite du Sri Lanka.

## Taxinomie
L'espèce est décrite en 2001 par les entomologistes Ivan Löbl et Sergey A. Kurbatov.